# Carmen Bulgarelli Campori
Carmen Bulgarelli Campori (Modena, 3 maggio 1910 – Incisa in Val d'Arno, 1965) è stata un soprano, compositrice, concertatrice e direttrice d'orchestra italiana.

## Biografia
Considerata una delle donne pioniere della direzione d'orchestra, abbandonò ben presto una promettente carriera di cantante lirica per problemi alle corde vocali, ma ne iniziò una molto fortunata come direttrice d'orchestra, salendo sul podio per 500 volte nei massimi teatri di tutto il mondo, alcune delle quali in Italia.
Bruno Bettinelli la definì "la quintessenza della musicalità".
Sposò il marchese Egidio Campori.